# Accordo ortografico della lingua portoghese del 1990
L'accordo ortografico della lingua portoghese del 1990 è un trattato internazionale firmato nel 1990 con l'obiettivo di creare una ortografia unificata per la lingua portoghese, per essere utilizzato da tutti i paesi di lingua portoghese. Ci sono stati alcuni cambiamenti di ortografia e l'aggiunta delle lettere k, w e y nell'alfabeto portoghese. Questo accordo fu firmato dai rappresentanti ufficiali di Angola, Brasile, Capo Verde, Guinea-Bissau, Mozambico, Portogallo, São Tomé e Príncipe a Lisbona il 16 dicembre 1990. Successivamente fu sottoscritto anche da Timor Est dopo l'indipendenza ottenuta nel 2004. Durante le negoziazioni, presenziò anche una delegazione di osservatori della Galizia.
L'accordo nacque con l'idea di istituire un'ortografia ufficiale unificata per la lingua portoghese, con l'obiettivo di porre fine all'esistenza di due norme ortografiche ufficiali divergenti: quella del Portogallo (condivisa dai PALOP) e quella del Brasile. L'accordo è stato ideato sul modello della lingua spagnola, che tra Spagna e America Latina ha un'unica forma della lingua scritta, pur avendo differenze fonetiche o di lessico.

## I precedenti accordi
Sin dall'inizio del XX secolo, sia in Portogallo che in Brasile, si seguiva un'ortografia che si basava sull'etimologia greca e latina delle parole.
Nel 1911, in seguito alla proclamazione della Repubblica portoghese del 1910, venne effettuata la Riforma ortografica del 1911, che modificò completamente l'assetto della lingua scritta, avvicinandolo molto a quello attuale. Tuttavia questa riforma fu fatta senza aver consultato il Brasile, per cui i due paesi cominciarono ad avere due ortografie differenti.
Durante gli anni seguenti, l'Accademia delle Scienze di Lisbona e l'Accademia brasiliana delle lettere tentavano di avvicinarsi e di ristabilire un'unica grafia. Nel 1931 fu trovato un primo accordo, ma i vocabolari che furono pubblicati in quegli anni continuavano ad avere alcune divergenze, il vocabolario portoghese del 1940 e quello brasiliano del 1943 non erano ancora del tutto allineati. Nuovi incontri tra le parti, portarono all'Accordo ortografico del 1945. Accordo che diventò legge in Portogallo, ma in Brasile non fu ratificato dal Congresso Nacional. Il Brasile quindi continuava ad avere come riferimento ortografico il vocabolario del 1943.
Un successivo passo in avanti arrivò nel 1971, quando entrambi in Paesi ratificarono politicamente l'accordo raggiunto, avvicinando le due ortografie. Uno degli interventi principali (che era responsabile circa del 70% delle divergenze tra Portoghese Europeo e Brasiliano) fu quello di sopprimere l'accento secondario nei vocaboli derivati per suffissazione (esempio sòmente, che significa solamente; grafia attuale: somente).
Ulteriori riforme fatte nel 1986 riscossero diverse critiche, principalmente riguardo alla soppressione dell'accentazione grafica delle parole sdrucciole. Questo malcontento, unito alla ancora massiccia divergenza tra le due ortografie, che non garantiva alla lingua portoghese unità e prestigio internazionale, gettò le basi nel 1988 alla firma dell'Accordo ortografico del 1990.

## Storia del processo

### Partecipanti
L'elaborazione dell'Accordo ortografico ebbe inizio il 6 ottobre 1990 e terminò il 12 ottobre dello stesso anno. I partecipanti si riunirono all'Accademia delle Scienze di Lisbona. Erano presenti:
- Angola: Filipe Silvino e Pina Zau
- Brasile: Antônio Houaiss e Nélida Piñon
- Capo Verde: Gabriel Moacyr Rodrigues e Manuel Veiga
- Guinea-Bissau: António Soares Lopes Júnior e João Wilson Barbosa
- Mozambico: João Pontífice e Maria Eugénia Cruz
- Portogallo: Américo da Costa Ramalho, Aníbal Pinto de Castro, Fernando Cristóvão, Fernando Roldão Dias Agudo, João Malaca Casteleiro, José Tiago de Oliveira, Luís Filipe Lindley Cintra, Manuel Jacinto Nunes, Maria Helena da Rocha Pereira e Vasconcelos Marques
- São Tomé e Príncipe: Albertino dos Santos Bragança e João Hermínio Pontífice
- Galizia (osservatori): António Gil Hernández e José Luís Fontenla

### Accordo e protocolli modificativi
L'articolo 3 dell'accordo prevedeva la sua entrata in vigore il 1º gennaio 1994, una volta che tutti i paesi l'avessero ratificato. Fino a quella data però, solo il Portogallo e Capo Verde riuscirono a ratificarlo, per cui nel 1998 a Praia, Capo Verde, fu firmato un Protocollo modificativo all'Accordo ortografico che cancellava la data di entrata in vigore, nonostante la ratifica da parte dei paesi continuasse a essere necessaria per la sua entrata in vigore.
Nel giugno 2004 i capi di Stato e di governo della Comunidade dos Países de Língua Portuguesa, riuniti a São Tomé e Príncipe, approvarono un secondo Protocollo modificativo all'Accordo ortografico, che, oltre a permettere l'adesione di Timor Est, stabilì che invece della ratifica da parte di tutti i paesi, era sufficiente che l'accordo fosse ratificato almeno da 3 paesi. Brasile, Capo Verde e São Tomé furono i primi tre paesi a farlo, tuttavia non fu considerato appropriato far entrare in vigore l'Accordo senza che anche il Portogallo avesse concluso il processo legislativo, che terminò in Portogallo il 16 maggio 2008. La ratifica fu promulgata dal Presidente della Repubblica Aníbal Cavaco Silva il 21 luglio 2008.
Il 3 settembre 2009, il ministro dell'educazione timorese, João Câncio Freitas ratificò l'accordo in tale Paese. Il 24 novembre dello stesso anno, si aggiunse la Guinea-Bissau, mentre il Mozambico il 7 giugno 2012.
L'ultimo paese mancante è l'Angola, che, tramite il Ministro dell'Educazione, ha fatto sapere che i lavori di ratifica sono già preparati e che una volta che la ratifica sarà ufficiale, l'accordo entrerà in vigore.

## Contenuto
L'Accordo ortografico della lingua portoghese del 1990 è composto da quattro parti:
- Acordo Ortográfico da Língua Portuguesa: contiene le date e i nomi dei paesi che lo hanno sottoscritto. Contiene inoltre un preambolo e quattro articoli.
- Parte I: è una lista di 21 regole ortografiche, in cui si delinea il nuovo alfabeto della lingua portoghese e le caratteristiche della nuova ortografia, con esempi annessi.
- Parte II - Nota Esplicativa dell'Accordo Ortografico della Lingua Portoghese: è un testo di carattere esplicativo e argomentativo in cui si fa una rassegna degli antecedenti della riforma, si spiegano e si giustificano le decisioni prese.
- Rettifica: è un'aggiunta dell'Assemblea della Repubblica Portoghese del 15 ottobre 1991, in cui si correggono alcune inesattezze del testo dell'Accordo. Questa rettifica, nonostante non faccia parte del testo ufficiale dell'accordo, deve considerarsi come parte integrante dello stesso.

### Regole
- Regola 1 - L'alfabeto, i nomi propri stranieri e i loro derivati: descrive l'alfabeto portoghese con la designazione usualmente data a ogni lettera, introducendo la lettera w e restaurando la k e la y. Vengono mantenute le regole stabilite anteriormente che restringevano l'uso delle abbreviature, delle parole di origine straniera e dei suoi derivati.
- Regola 2 - Utilizzo della lettera h a inizio e a fine parola: affronta l'utilizzo della lettera h non alterando le norme precedenti. Questo punto ha però lasciato ambiguità sulla parola umido che attualmente ha la doppia grafia "úmido" in Brasile e "húmido" in tutti gli altri paesi.
- Regola 3 - L'omofonia di alcuni grafemi: si dà in particolare attenzione alla distinzione grafica tra ch e x; tra g (con valore di fricativa palatale) e j; tra le sibilanti sorde s, ss, c, ç e x; tra s, x e z sia nel caso di palatali sorde sia di sibilanti sonore. Non sono stati normati i casi di grafia doppia tra Portogallo e Brasile riguardo ch e x; g e j; ss e ç. Per cui per la parola italiana shampoo secondo la norma portoghese la sua traduzione è champô mentre la rispettiva brasiliana è xampu.
- Regola 4 - Le sequenze consonantiche: in questa regola è definita la soppressione delle consonanti mute, e dei casi di doppia grafia. Tratta i casi della c (occlusiva velare), delle sequenze cc (con la seconda c con valore di sibilante), cç, ct, pc (con la seconda c con valore di sibilante), pç e pt.
- Regola 5 - Le vocali atone: regola l'impiego di e, i, o, u in sillaba atona, secondo ragioni etimologiche e storico-fonetiche.
- Regola 6 - Le vocali nasali: tratta la rappresentazioni delle vocali nasali, con la tilde, con m o con n.
- Regola 7 - I dittonghi: definisce i dittonghi orali, tonici o atoni.
- Regola 8 - L'accentazione grafica delle parole ossitone: regola l'uso dell'accento acuto e circonflesso, non solamente riguardo alla caduta dell'accento tonico sulle parole, ma anche all'apertura o alla chiusura delle vocali, spesso differente tra Brasile e Portogallo.
- Regola 9 - L'accentazione grafica delle parole parossitone: si definiscono le parole che devono ricevere l'accento acuto o circonflesso. Anche in questo caso possono esserci doppie accentazioni.
- Regola 10 - L'accentazione delle vocali toniche i, u nelle ossitone e parossitone: si trattano i casi in cui bisogna accentare le vocali i e u.
- Regola 11 - L'accentazione delle parole proparossitone: si regolano gli accenti acuti e circonflessi nella parole sdrucciole, a seconda dell'apertura o della chiusura delle vocali.
- Regola 12 - Impiego dell'accento grave: si trattano i casi in cui l'accento grave deve essere utilizzato, per lo più nelle contrazioni tra preposizione (a) e articolo.
- Regola 13 - Soppressione degli accenti nella parole derivate: si riferisce specificamene ai casi degli avverbi in -mente, derivati da aggettivi con accento acuto o circonflesso.
- Regola 14 - La trema: sancisce la soppressione totale della trema, un segnale di dieresi, con l'eccezione delle parole derivate da nomi propri stranieri (per esempio: mülleriano, da Müller).
- Regole da 15 a 17 - L'utilizzo del tratto d'unione: definisce l'impiego del trattino (hífen in portoghese) nelle parole composte per composizione, per suffissazione, per prefissazione; nei toponimi composti; nei composti con avverbi bem, mal, além, aquém, recém, sem; nelle locuzioni di qualsiasi tipo, siano esse sostantivate, aggettivate, pronominali, avverbiali, o prepositive; nelle parole che designano specie zoologiche o botaniche; nei legami di due o più parole che si combinano occasionalmente; nei vocaboli di origine tupi-guarani.
- Regola 18 - L'apostrofo: stabilisce i casi in cui l'apostrofo è indicato e quelli in cui non è ammissibile.
- Regola 19 - Maiuscole e minuscole: definisce i casi in cui usare la lettera maiuscola o la lettera minuscola. Viene indicata la possibilità di utilizzare altre regole seguendo codici specifici (promulgati da entità scientifiche riconosciute internazionalmente) in riferimento a tecnicismi.
- Regola 20 - Divisione sillabica: tratta la divisione in sillabe, i casi in cui due consonanti o due vocali devono essere divise.
- Regola 21 - Le firme: Assicura la possibilità a individui, marche commerciali, nomi di società di mantenere la grafia precedente.

### Conservazione o soppressione delle sequenze consonantiche
Una delle maggiori difficoltà dell'accordo è stata quella di creare una grafia comune rispetto alle consonanti c e p nelle sequenze consonantiche. Durante lo studio delle sequenze, si individuarono tre casi:
1. quando la pronuncia della prima consonante era uniforme in tutto lo spazio di lingua portoghese, come nelle parole compacto, ficção, pacto, ecc. In tal caso non c'era nessun bisogno di eliminarla.
2. quando la prima consonante non era pronunciata nella variante colta[Quella portoghese o quella brasiliana?] della lingua. Si tratta di parole come acção, óptimo, afectivo, ecc. In realtà in Brasile già queste parole venivano scritte precedentemente all'accordo secondo la grafia attuale, ossia: ação, ótimo, afetivo.
3. quando la pronuncia della prima consonante presentava oscillazioni, come in facto e receção in Portogallo, ma fato e recepção in Brasile. La soluzione fu quella di mantenere una grafia doppia. Lo stesso è stato stabilito nell'oscillazione della pronuncia di consonanti b, g, m e t (súbdito, súdito; amígdala, amídala; amnistia, anistia, ecc). Il numero di parole affette da doppia grafia è circa lo 0,5% del vocabolario complessivo della lingua, nonostante tra esse ci siano alcune parole di uso molto frequente.

### Sistema di accentazione grafica
Il sistema di accentazione grafica del portoghese, risalente al 1991, non si limitava a segnalare la tonicità della vocale sulla quale cade l'accento, bensì individuava anche l'apertura o la chiusura di certe vocali. Date le differenze di pronuncia di alcune vocali tra Portogallo e Brasile, fu inevitabile conservare una doppia grafia anche in questi casi. Nacque così la doppia grafia nelle parole le cui vocali toniche e e o, risultano aperte in Portogallo e nei PALOP (ricevendo l'accento acuto), e chiuse in Brasile (ricevendo l'accento circonflesso). È il caso di parole come académico e acadêmico; Vénus e Vênus, ecc. I casi di doppia accentazione grafica riguardano circa l'1,27% del vocabolario generale della lingua.
L'accordo Ortografico stabilì inoltre la soppressione dell'accento grafico in parole omografe come para (che è sia preposizione, sia voce del verbo parar), pelo (sia sostantivo, sia voce del verbo pelar, sia preposizione articolata). La soppressione è stata giustificata spiegando che trattandosi di coppie appartenenti a elementi grammaticali differenti, il contesto sintattico permette chiaramente di distinguerle.
Un'altra soppressione fu quella dell'accento nelle parossitone aventi doppia vocale uguale come moo (verbo moer), voo (sostantivo e verbo voar), leem (verbo ler).
Hanno perso l'accento grafico anche i dittonghi ei, oi tonici nelle parossitone. Questa regola in realtà era presente solamente nella Norma Brasiliana, e si è deciso di eliminarla per uniformare ulteriormente la lingua (prima idéia, assembléia; ora ideia, assembleia).

### Utilizzo dell'hífen (trattino)
Prima dell'Accordo esistevano diverse oscillazioni tra l'impiego del trattino tra Portogallo e Brasile. Era quindi necessario stabilire una norma comune che non lasciasse spazio ad ambiguità.
Riguardo all'hífen nei composti: in questo caso non ci fu alcun problema, perché sia la norma portoghese sia quella brasiliana rispettavano le norme dell'accordo del 1945; ci si limitò a riformularlo in maniera più chiara.
Per quanto riguarda l'hífen nelle forme derivate, vennero effettuate alcune modifiche nelle formazioni per prefissazione con prefissi o prefissoidi di origine greca o latina: si utilizza l'hífen quando il secondo elemento comincia con h o con la stessa vocale o consonante con la quale finisce il primo elemento (anti-higiénico, contra-almirante, hiper-resistente); si utilizza il trattino quando il prefisso o il prefissoide termina in m e il secondo elemento comincia con una vocale, con m o con n (circum-navegação, pan-africano); si utilizza sempre il tratto d'unione con: ex, sota-, soto-, vice-, vizo-, pós-, pré- e pró.
Per l'hífen nei pronomi enclitici e mesoclitici, si decise di mantenere la regola del 1945 con l'eccezione della perifrastica haver de. Viene infatti eliminato il trattino nelle forme hei de, hás de, há de, ecc. (vecchia grafia: hei-de, hás-de, há-de, ecc). In questo caso la preposizione de funziona come semplice legame con l'infinito con il quale forma la perifrastica, per cui non c'era alcun motivo di utilizzare l'hífen.
In altri casi, si stabilì il non impiego del trattino, ad esempio quando il prefisso o il prefissoide termina per vocale e il secondo elemento comincia per r o s. In tal caso la consonante iniziale si duplica; ciò avviene in parole come antirreligioso o microssistema. Quando invece il secondo elemento comincia con una vocale differente da quella finale del prefisso o del prefissoide, le due parole si uniscono senza hífen (antiaéreo, aeroespacial, agroindústria).

## Esempi delle modifiche
| Esempio di frasi scritte rispettando la norma vigente in Portogallo (in giallo le parole che cambieranno con la nuova norma)         | Le stesse frasi scritte rispettando la norma vigente in Brasile (in giallo le parole che cambieranno con la nuova norma)            | Frasi scritte rispettando la norma proposta dall'accordo di 1990 (in giallo le parole che hanno due possibili grafie, entrambe valide)     | Traduzione |
| --- | --- | --- | --- |
| De facto, o português é actualmente a terceira língua europeia mais falada do mundo.                                                 | De fato, o português é atualmente a terceira língua européia mais falada do mundo.                                                  | De facto/fato, o português é atualmente a terceira língua europeia mais falada do mundo.                                                   | In realtà, il portoghese è attualmente la terza lingua europea più parlata nel mondo.                                                  |
| Não é preciso ser génio para saber que o aspecto económico pesa muito na projecção internacional de qualquer língua.                 | Não é preciso ser gênio para saber que o aspecto econômico pesa muito na projeção internacional de qualquer língua.                 | Não é preciso ser génio/gênio para saber que o aspeto/aspecto económico/econômico pesa muito na projeção internacional de qualquer língua. | Non è necessario essere un genio per sapere che l'aspetto economico pesa molto nella proiezione internazionale di qualsiasi lingua.    |
| Não há nada melhor do que sair sem direcção, rumando para Norte ou para Sul, para passar um fim-de-semana tranquilo em pleno Agosto. | Não há nada melhor do que sair sem direção, rumando para norte ou para sul, para passar um fim de semana tranqüilo em pleno agosto. | Não há nada melhor do que sair sem direção, rumando para norte ou para sul, para passar um fim de semana tranquilo em pleno agosto.        | Non c'è niente di meglio che uscire senza meta, in direzione nord o sud, per trascorrere un tranquillo fine settimana in pieno agosto. |
| Dizem que é uma sensação incrível saltar de pára-quedas pela primeira vez em pleno voo.                                              | Dizem que é uma sensação incrível saltar de pára-quedas pela primeira vez em pleno vôo.                                             | Dizem que é uma sensação incrível saltar de paraquedas pela primeira vez em pleno voo.                                                     | Dicono che è una sensazione incredibile saltare con un paracadute per la prima volta in pieno volo.                                    |